# Dhanagadi
Dhanagadi (nep. धनगढी) – gaun wikas samiti we wschodniej części Nepalu w strefie Sagarmatha w dystrykcie Saptari. Według nepalskiego spisu powszechnego z 2001 roku liczył on 956 gospodarstw domowych i 4667 mieszkańców (2334 kobiet i 2333 mężczyzn).